# Exocentrus misellomimus
Exocentrus misellomimus är en skalbaggsart som beskrevs av Stefan von Breuning 1963. Exocentrus misellomimus ingår i släktet Exocentrus och familjen långhorningar.
Artens utbredningsområde är Laos. Inga underarter finns listade i Catalogue of Life.